# キリストの変容 (ベッリーニ)

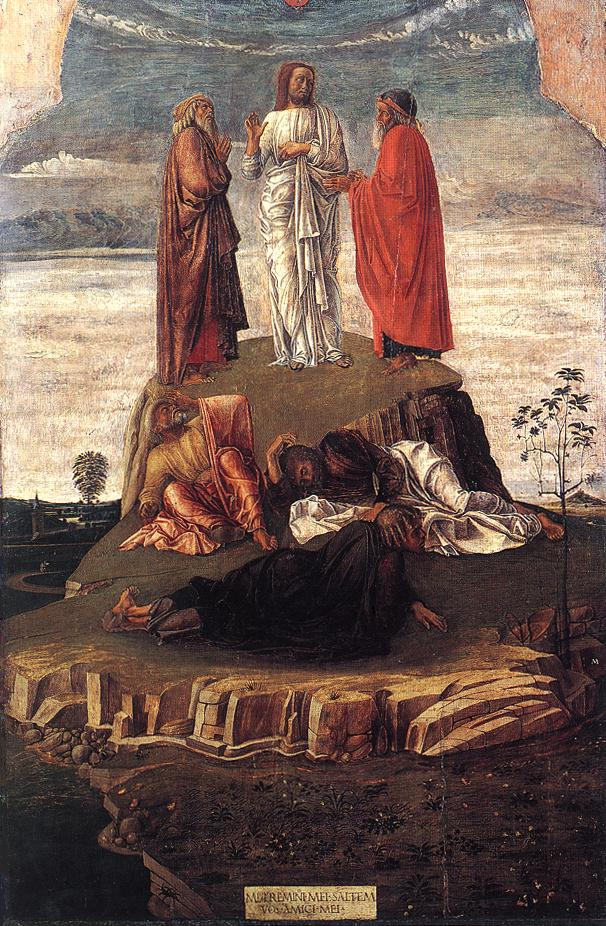
ジョヴァンニ・ベッリーニ『キリストの変容』(1455年頃)、コッレール美術館 (ヴェネツィア)

『キリストの変容』（キリストのへんよう, 伊: Trasfigurazione di Cristo, 英: Transfiguration of Christ）は、イタリア、ルネサンス期のヴェネツィア派の巨匠ジョヴァンニ・ベッリーニによる、福音書のエピソードをもとにした1480年頃の板上の油彩画である。現在はナポリにあるカポディモンテ美術館に所蔵されている。
本作の制作時までにベッリーニはゴシック美術を放棄し、マンテーニャの影響を超越していた。絵画は、画家の以前の『変容』よりも弛緩した様式を示している。作品は、前景のフェンスからぶら下がっている小さな札に「IOANNES BELLINUS」と署名されている。右側の木の葉、および聖ヤコブと聖ペテロの顔は、後の修復時からのものである。
作品はベッリーニが制作した2点目の、そして最後の「キリストの変容」の主題を描いた作品である。最初の作品は1455年頃の作品で、ヴェネツィアのコッレール美術館に所蔵されている。本作はヴェネツィアの作品とは違い、場面はもはや超自然主義的ではなく、タボル山はごく小さなものとなっている。また、だいぶ進んだ午後の時間を示している。